# Glycymeris nummaria
Glycymeris nummaria is een tweekleppigensoort uit de familie Glycymerididae. De wetenschappelijke naam werd gepubliceerd in 1758 door Carl Linnaeus in de tiende editie van Systema naturae.

Fossiele (Kwartair)
Fossiele (Plioceen)

Glycymeris nummaria var. insubrica

Rechter en linker klep van hetzelfde exemplaar:

Rechter klep
Linker klep